# Vertikaler Markt
Als vertikalen Markt bezeichnet man in der Volkswirtschaft einen Markt, auf dem Waren und Dienstleistungen aus Geschäftsfeldern einer Wertschöpfungskette einer bestimmten Branche angeboten werden.
Es werden unter Umständen „ganze Lösungen“ angeboten, das heißt ein Bündel an Waren und Dienstleistungen aus einem Geschäftsfeld. Dieses Bündel wird vom Anbieter für den Kunden gezielt zusammengestellt, was in der Regel die Mitwirkung des Kunden erfordert und Zwischenhändler ausschließt. Der Anbieter seinerseits wird allerdings in der Regel Komponenten seiner Lösung zukaufen.
Als Beispiel kann ein Anbieter von Telekommunikationslösungen gelten, der ein Callcenter beliefert. Der Kunde erhält Telefonapparate, eine Telefonanlage. Man verlegt die Leitungen, schaltet einen Anschluss ins öffentliche Telefonnetz. Der Kunde erhält eine Software, die dem Anrufer alle wichtigen Daten anzeigt. Er wird in Fragen der Bedienung geschult. Die Mitarbeiter werden zu Callcenter-Agenten ausgebildet, und schließlich werden die Telefonverbindungen über den Anbieter abgewickelt. Womöglich tritt der Anbieter gleich auch als Leasing-Geber für die Geräte auf.
Die Geschäftspartner gehen eine auf längere Dauer ausgelegte Bindung ein, da beide viel über ihren Partner lernen müssen, um eine erfolgreiche Zusammenarbeit zu gewährleisten. Das bringt Planungssicherheit, aber auch Abhängigkeit. Deshalb ist es notwendig, zunächst gegenseitiges Vertrauen aufzubauen, also ein Gefühl dafür zu bekommen, welche Risiken die Partnerschaft mit sich bringt.
Vertikale Märkte haben sich im verstärkten Umfang erst gegen Ende des 20. Jahrhunderts entwickelt. Einhergehend mit technischer Entwicklung und Globalisierung entwickeln sich in wachsender Geschwindigkeit neue Geschäftsmodelle, deren erfolgreiche Umsetzung nur durch den Einsatz hochgradig spezialisierter Geräte, Systeme und Methoden möglich ist. Da das zugehörige Wissen zum Teil nur kurzzeitig, nämlich in der Einführungsphase, benötigt wird, ist es unwirtschaftlich, dafür eigene Experten zu beschäftigen. Stattdessen wird ein Unternehmen beauftragt, das die neue Lösung liefert, einführt (Beratung) und eventuell auch betreibt (Outsourcing).
Das Ecosystemizer Konzept von Dr.Julian Kawohl gliedert den vertikalen Markt in "Enabler", das sind Unternehmen, die Produkte und/oder Dienstleistungen im B2B für die "Realizer" anbieten, die ihrerseits dann daraus Produkte und/oder Dienstleistungen für den Endverbraucher anbieten. Mit Ende des 20. Jahrhunderts kam dann zu diesen traditionellen vertikalen Wertschöpfungsstufen noch eine zusätzliche dazu, die eben einzelne Produkte und/oder Dienstleistungen bündelt und daraus ein umfassenderes Angebot macht. Diese neue Aufgabe der Wertsteigerung übernehmen die "Orchestrator". Unternehmen, wie etwa Zalando, Uber oder Google, haben sich in mehreren dieser Stufen etabliert und bieten neben den „ganzen Lösungen“ auch einzelne in unterschiedlichen Wertschöpfungsstufen an.